# Lunang Barat
Lunang Barat is een bestuurslaag in het regentschap Zuid-Pesisir van de provincie West-Sumatra, Indonesië. Lunang Barat telt 5812 inwoners (volkstelling 2010).